# Сигету-Мармацией
Си́гету-Марма́цией (Сиге́ту-Марма́цией, Си́гет, рум. Sighetu Marmației [ˌsiɡetu marˈmat͡si.ej], венг. Máramarossziget МФА: [ˈmaːrɒmɒroʃsiɡɛt]о файле, нем. Marmaroschsiget, укр. Сигіт-Мармароський, русин. Сіґет-Мармороськый), ранее Мармарош-Сигет — город на севере современной Румынии, недалеко от границы с Украиной, второй по величине город жудеца Марамуреш.
Промышленность города представлена строительной, текстильной, деревообрабатывающей и пищевой индустрией.

## История
Мармарош-Сигет (Marmaros-Sziget, Sigeth, по-русски, — остров) известен с XIII века, с 1394 года — главный город комитата Мармарош.
В XIX—XX веках в городе действовала греко-католическая церковь[прояснить] и русинская гимназия. В 1950—1960 годах - Украинские отделы при гимназии и педагогической школе. Сейчас в городе работает единственный в Румынии Украинский Педагогический лицей им. Т. Шевченко.
В начале XX века в Сигету-Мармацие состоялись два судебных процесса против закарпатских крестьян, принявших православную веру. Венгерское правительство обвиняло их в связях с Россией. С 1904 по 1906 годы осуждены на различные сроки заключения 9 крестьян, а с 1913 по 1914 год — 96 человек из разных сёл во главе с иеромонахом Алексием (Кабалюк). Процессы имели резонанс в Западной Европе и обратили на себя внимание со стороны международного сообщества.
18 декабря 1918 года в Сигету-Мармацие состоялся съезд делегатов украинского Мармароша, который высказался за присоединение Закарпатья к Украине. 16 января 1919 года он был освобождён войсками Гуцульской Республики, от венгерских войск и администрации. В войска входил и отряд Украинской галицкой армии. Однако на следующий день они потерпели поражение со стороны превосходящей румынской дивизии.
В межвоенный период город находился на границе между Чехословакией и Румынией. Через город проезжали трансграничные поезда, в частности скорый поезд Прага — Ясиня, который соединял Раховщину с остальными республиками. В конце 1944 года местные украинцы образовали народный комитет, который принял присоединение города к окружающим украинским селам на Украине, однако реализовано это не было. Во времена социалистической республики сюда заключали политических диссидентов, которым сейчас посвящены памятники и музей. В январе 2007 здесь при участии президентов Виктора Ющенко и Траяна Бэсеску вновь открыт исторический мост через Тису и международный пограничный переход к украинскому посёлку Солотвино. 
В августе 2023 года Украина и Румыния согласовали открытие нового международного пункта пропуска Белая Церковь – Сигету-Мармацией. Пункт пропуска в первую очередь будет рассчитан на грузовой транспорт.

## Население
На 2009 год население города составило 41 309 человек.
Национальный состав:
- Румыны — 79,73 %
- Венгры — 15,80 %
- Украинцы — 2,97 %
- Цыгане — 1,08 %

### Историческая демография
Перепись 1910 года
По данным переписи 1910 года, в городе было 21 370 жителей:
|    | Язык            | Число носителей | % населения города |
| -- | --------------- | --------------- | ------------------ |
| 1. | венгерский язык | 17 542          | 82,1 %             |
| 2. | румынский язык  | 2002            | 9,4 %              |
| 3. | немецкий язык   | 1257            | 5,9 %              |
| 4. | русинский язык  | 32              | > 0,15             |
| 5. | другие          | 537             | ок. 2,5 %          |

Число иудеев — 7981 человек (были включены в венгерские и немецкие языковые группы). В городе также проживали 5850 греко-католиков, а 4901 человек составляли римо-католики.
Перепись 2002 года
По переписи 2002 года число православных составило 69,04 %, 20 % — греко- и римо-католики, 3,9 % — протестанты и 7,6 % — представители других религий.

## Известные уроженцы
- Эли Визель (1928—2016) — еврейский, французский и американский писатель, журналист, общественный деятель. Лауреат Нобелевской премии мира 1986 года;
- Гавриил Глюк (1912—1983) — советский художник, заслуженный деятель искусств Украинской ССР.
- Бывший председатель Верховного совета Крыма Борис Дейч (1938—2022)

## Достопримечательности
- Крестовоздвиженская церковь — украинская православная церковь.